# Jesiotr adriatycki
Jesiotr adriatycki (Acipenser naccarii, Huso naccarii) – gatunek dwuśrodowiskowej ryby jesiotrokształtnej z rodziny jesiotrowatych (Acipenseridae).

## Występowanie
Występuje w Adriatyku w pobliżu ujść rzecznych nad piaszczystym lub mulistym dnem, na głębokościach do 40 m. Tarło odbywa w Padzie i kilku innych okolicznych rzekach.

## Cechy morfologiczne
Zwykle osiąga długość 1–1,5 m i masę ciała 10–15 kg (maksymalnie do 25 kg i 2 m). Grzbiet jest oliwkowoszary a brzuch jasnoszary. Na grzbiecie występuje 12–14 tarczek kostnych a na bokach 40–42 tarczki. Pysk dość długi, szeroki, na końcu zaokrąglony, Wąsiki oddalone od otworu gębowego.

## Tryb życia
Jesiotr adriatycki jest rybą drapieżną, żywi się przydennymi bezkręgowcami i małymi rybami. Jest rybą długowieczną. Biologia tego gatunku jest słabo poznana.

## Znaczenie gospodarcze
Gatunek poławiany dla mięsa. Ikra jesiotra adriatyckiego nie jest wykorzystywana do produkcji kawioru.